# Esgrafiat
La paraula esgrafiat ve de l'italià sgraffiare, és a dir, fer incisions o gratar amb un estil. L'esgrafiat és una tècnica de dibuix que consisteix a fer incisions sobre el cos de l'objecte o paret, en la part superficial, de manera que quedi al descobert la capa inferior. L'esgrafiat s'aplica sobre l'arrebossat d'un mur, sobre objectes de ceràmica, làpides i, en l'edat mitjana, sobre manuscrits en les il·lustracions en or.

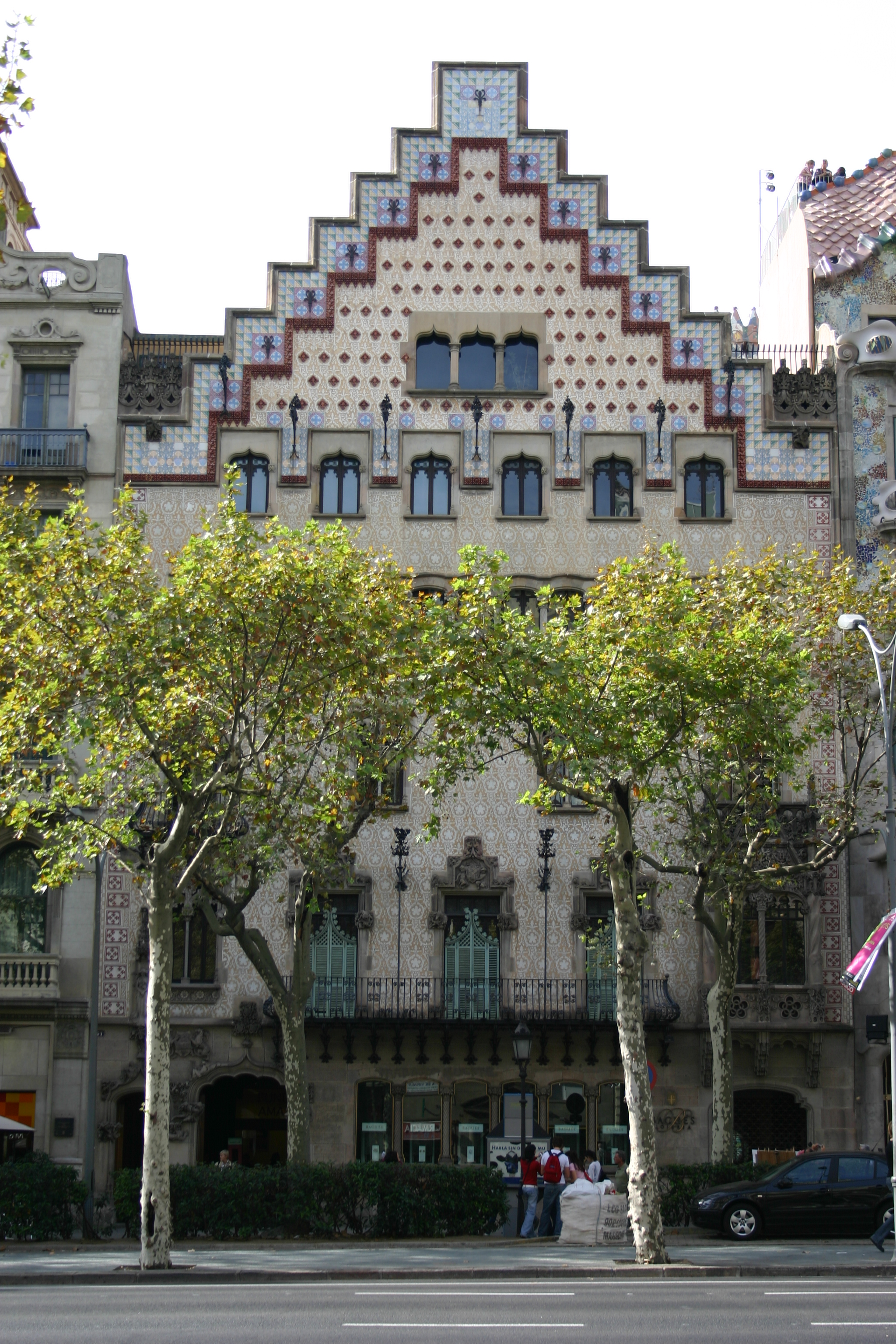
Puig i Cadafalch, Casa Amatller, Barcelona.
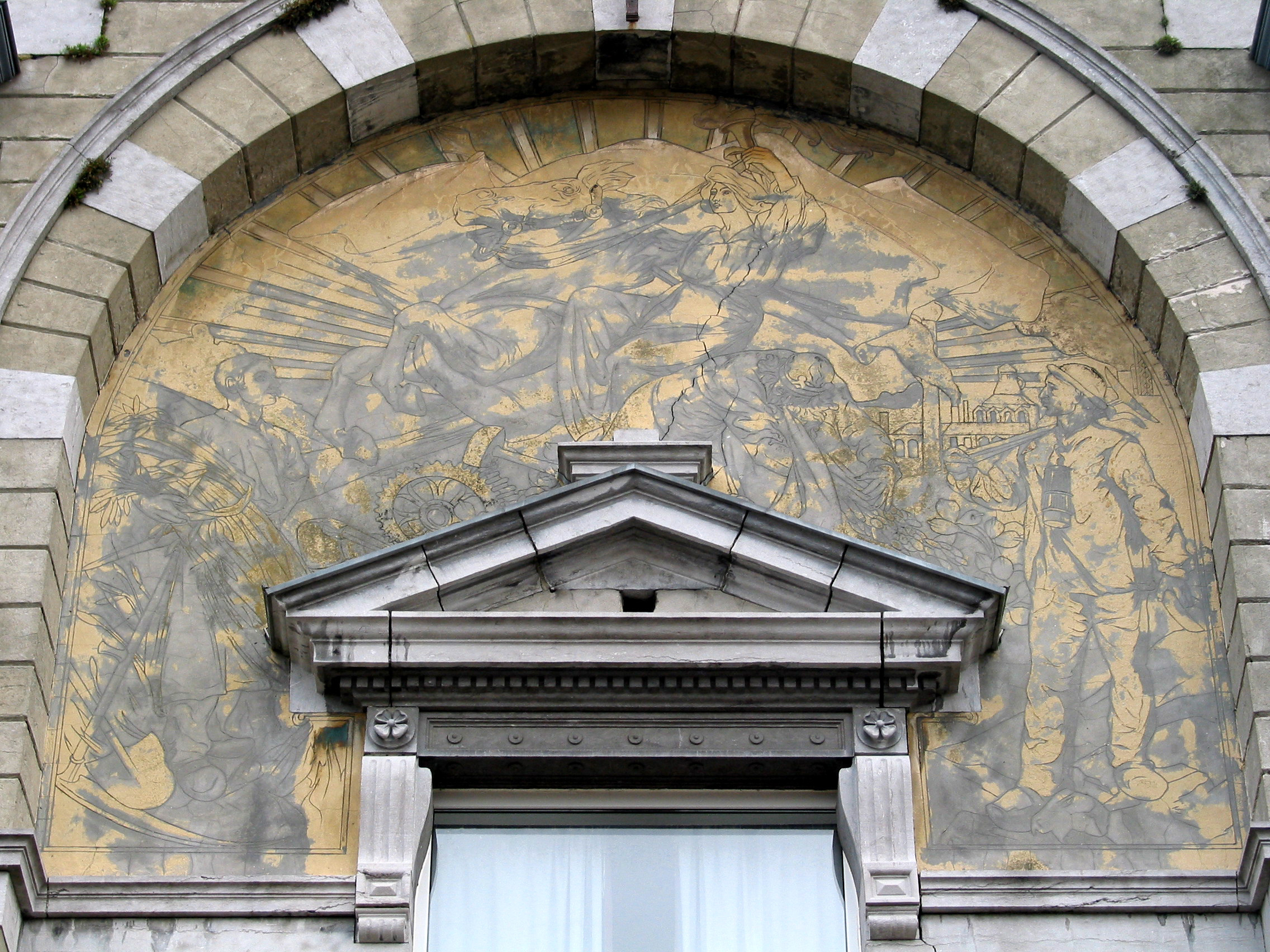
Esgrafiat Maison du peuple a Pâturages (Bèlgica).
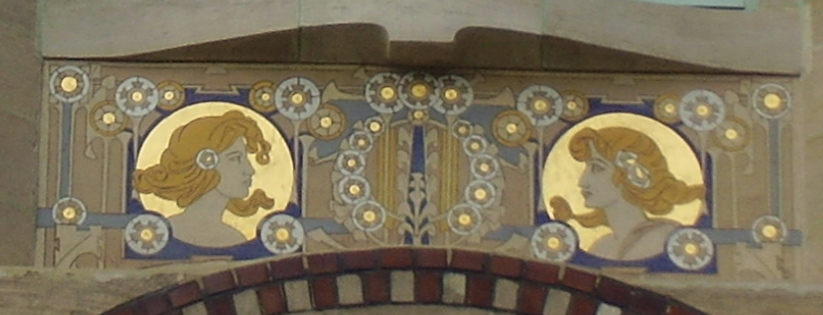
Esgrafiat de Paul Cauchie, Maison Delune, Brussel·les.
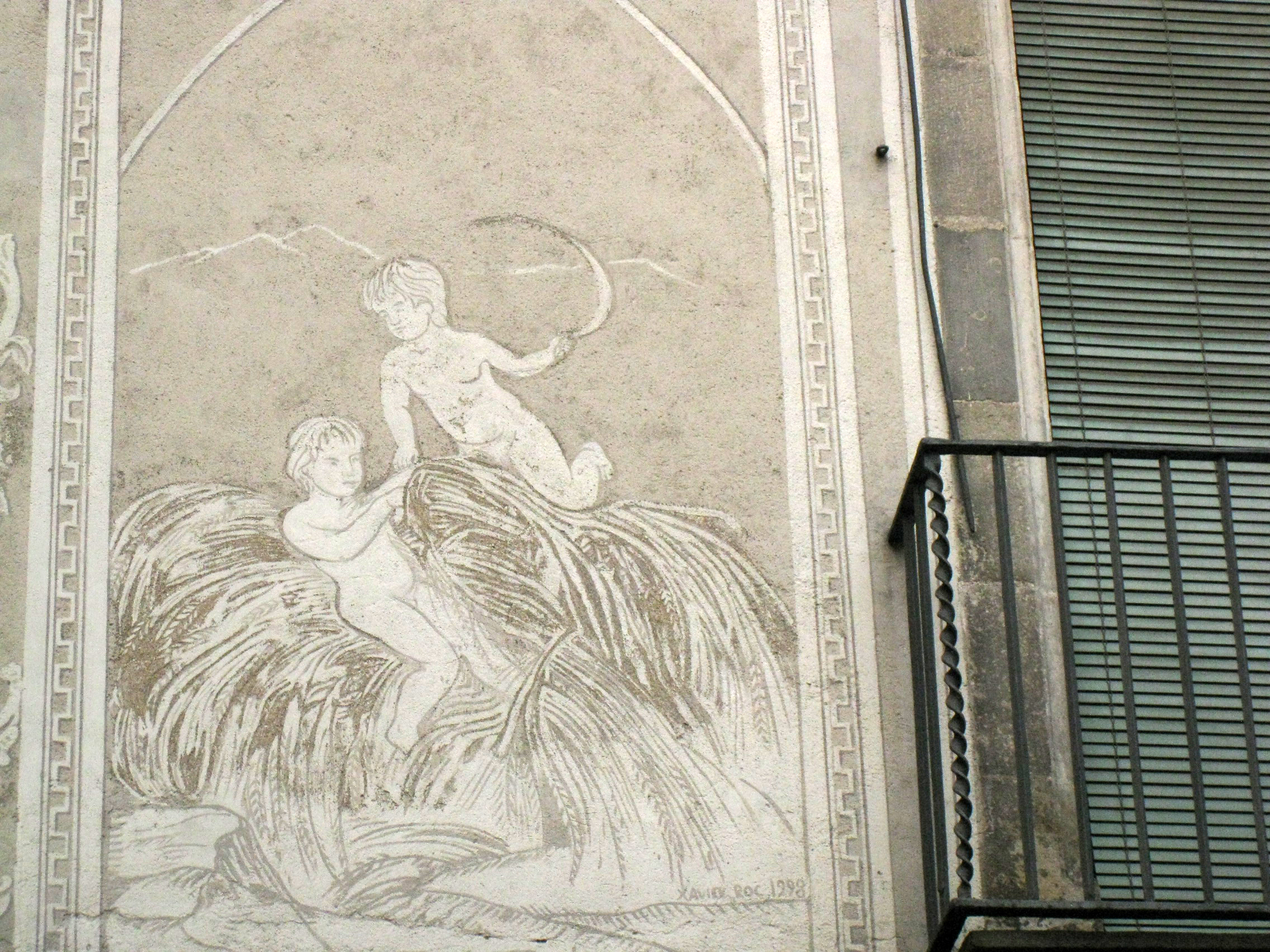
Esgrafiat de tema agrícola, plaça de George Orwell, Barcelona.
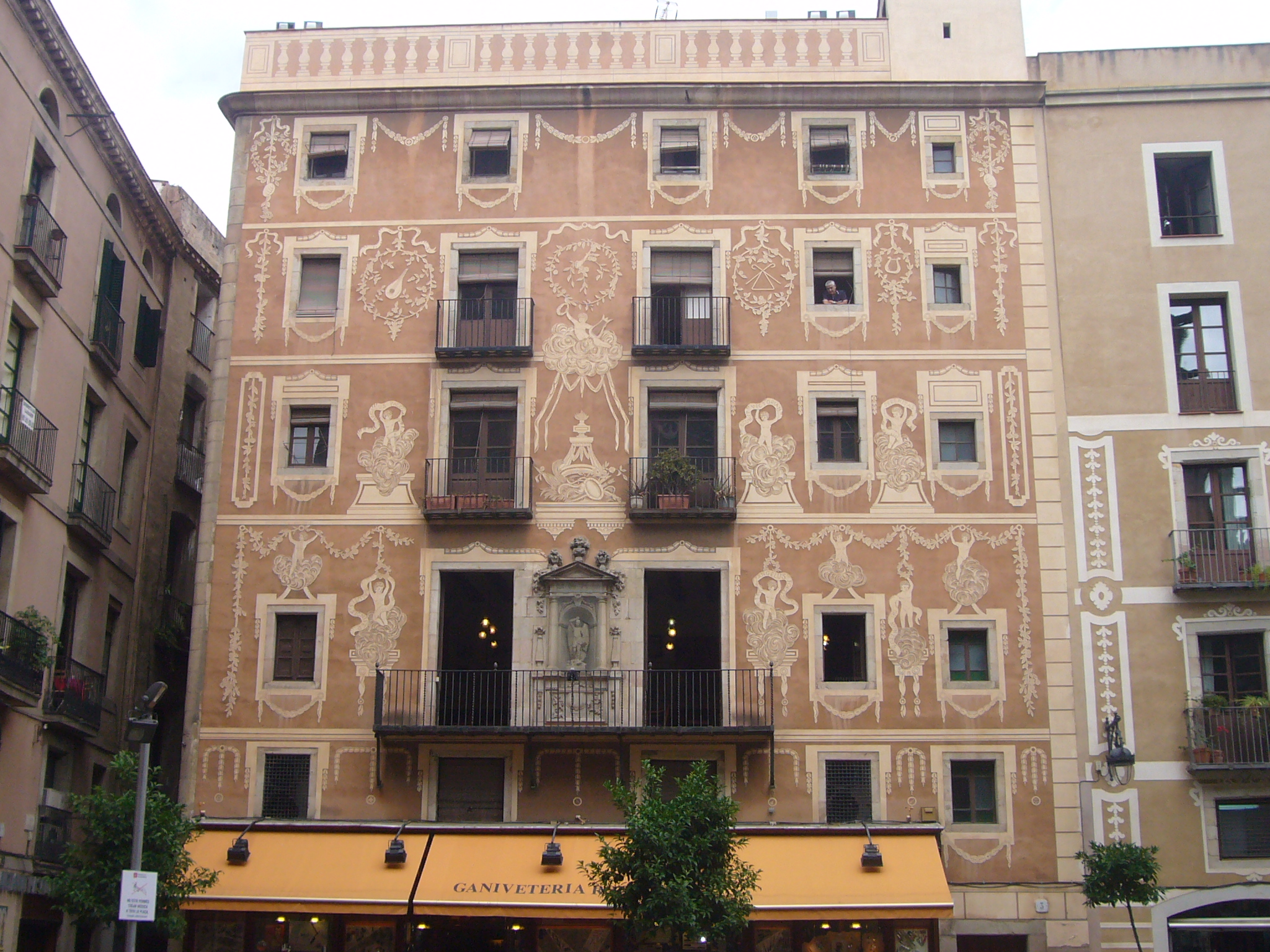
Casa del gremi dels revenedors, al barri Gòtic de la Ciutat Vella

## Procés
El procés d'esgrafiat sobre un mur té una preparació prèvia. S'estén un arrebossat que generalment és el de to més fosc i es deixa assecar. Quan ja està eixut, s'estén una capa fina del mateix color. Abans que s'assequi del tot aquesta segona capa, s'estén una altra de diferent to que acostuma a ser més clara i amb un gruix especial, segons els casos. Al cap d'un temps prudencial, s'hi fa l'estergit, que consisteix a estampar els dibuixos sobre la superfície passant una brotxa o estri apropiat per la plantilla on els dibuixos estan retallats i després es fa el gratat i les incisions oportunes perquè quedi al descobert la capa o les capes de dintre. En la ceràmica, es fan les incisions amb un utensili molt afilat o amb punxons, sobre la terracota i abans de la primera cocció. Es fa també sobre la terracota esmaltada deixant veure el color del fang.

## Història
És una tècnica molt antiga que utilitzaven ja les civilitzacions del IV mil·lenni aC. Els romans van usar també aquesta decoració amb dibuixos senzills. Des del segle xii al XVI, abunden les ceràmiques esmaltades esgrafiades i cobertes després amb una capa vidriosa. Tenen gran difusió a Itàlia. En el món musulmà hispànic, es practicava la tècnica del manganès esgrafiat, que consistia a estendre una capa elaborada amb òxid de manganès per esgrafiar després i deixar al descobert la terracota. A Catalunya, l'esgrafiat esdevé un procediment molt emprat per revestir i decorar façanes a partir del segle xviii. N'hi ha nombrosos exemples a Barcelona entre els quals destaca la casa del gremi dels velers, per exemple. La façana de l'església parroquial de sant Celoni ofereix així mateix un notable exemple d'esgrafiat barroc. Aquesta tècnica té moments d'especial brillantor durant el modernisme i el noucentisme. Citem com a exemple els esgrafiats del carrer Ample, 50 de Reus. Entre les seves expressions contemporànies destaquen els esgrafiats de la façana de la seu del Col·legi d'Arquitectes de Catalunya a Barcelona, basats en un disseny de Picasso executat per Carl Nesjar (1962).